# Kolaje
Kolaje (dříve také Heřmanice, Heřmanovice, Hermannsdorf nebo Heřmandorf) jsou obec v okrese Nymburk ve Středočeském kraji. Leží asi deset kilometrů východně od města Poděbrady. Žije v ní 87 obyvatel.

## Historie
První písemná zmínka o obci pochází z roku 1790.
Ve vsi Kolaje (270 obyvatel) byly v roce 1932 evidovány tyto živnosti a obchody: 2 hostince, obchod se smíšeným zbožím, spořitelní a záložní spolek v Kolajích, trafika

## Obyvatelstvo
| Rok            | 1869 | 1880 | 1890 | 1900 | 1910 | 1921 | 1930 | 1950 | 1961 | 1970 | 1980 | 1991 | 2001 | 2011 | 2021 |
| -------------- | ---- | ---- | ---- | ---- | ---- | ---- | ---- | ---- | ---- | ---- | ---- | ---- | ---- | ---- | ---- |
| Počet obyvatel | 237  | 305  | 282  | 291  | 279  | 285  | 270  | 179  | 173  | 150  | 128  | 102  | 90   | 87   | 88   |
| Počet domů     | 39   | 52   | 57   | 61   | 62   | 62   | 63   | 63   | 61   | 54   | 44   | 64   | 63   | 65   | 65   |

## Obecní správa
V letech 1850–1878 k obci patřily Hradčany.

### Územněsprávní začlenění
Dějiny územněsprávního začleňování zahrnují období od roku 1850 do současnosti. V chronologickém přehledu je uvedena územně administrativní příslušnost obce v roce, kdy ke změně došlo:
- 1850 země česká, kraj Jičín, politický i soudní okres Poděbrady[9]
- 1855 země česká, kraj Čáslav, soudní okres Poděbrady
- 1868 země česká, politický i soudní okres Poděbrady
- 1939 země česká, Oberlandrat Kolín, politický i soudní okres Poděbrady[10]
- 1942 země česká, Oberlandrat Hradec Králové, politický okres Nymburk, soudní okres Poděbrady[11]
- 1945 země česká, správní i soudní okres Poděbrady[12]
- 1949 Pražský kraj, okres Poděbrady[13]
- 1960 Středočeský kraj, okres Nymburk
- 2003 Středočeský kraj, okres Nymburk, obec s rozšířenou působností Poděbrady

## Doprava
Dopravní síť
- Pozemní komunikace – Okolo obce vede silnice II/611 Praha - Poděbrady - Kolaje - Chlumec nad Cidlinou - Hradec Králové.
- Železnice – Železniční trať ani stanice na území obce nejsou. Nejblíže obci je železniční stanice Dobšice nad Cidlinou ve vzdálenosti tři kilometry ležící na trati 020 z Velkého Oseka do Chlumce nad Cidlinou a Hradce Králové.

Veřejná doprava 2025
- Autobusová doprava – Na okraji obce na hlavní silnici má zastávku autobusová linka 598 v trase Poděbrady,žel.st. - Choťánky,Vystrkov - Odřepsy - Vlkov pod Oškobrhem - Kolaje - Hradčany - Opočnice - Dlouhopolsko - Městec Králové, nám. - Sloveč - Kněžice - Chroustov - Kněžice,Dubečno - (Chotěšice, Nová Ves)

## Galerie

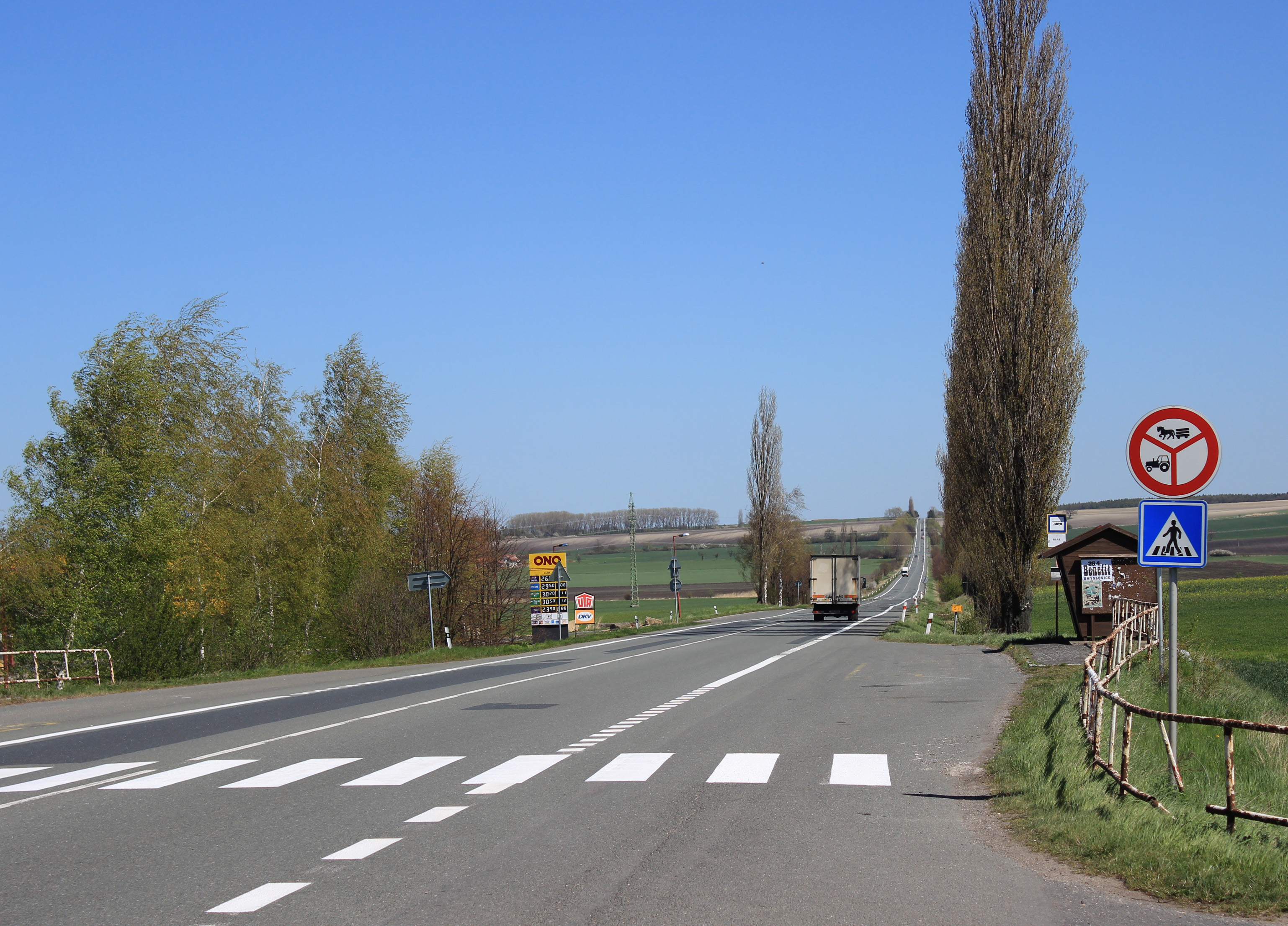
Silnice I. třídy č. 11 na severu obce
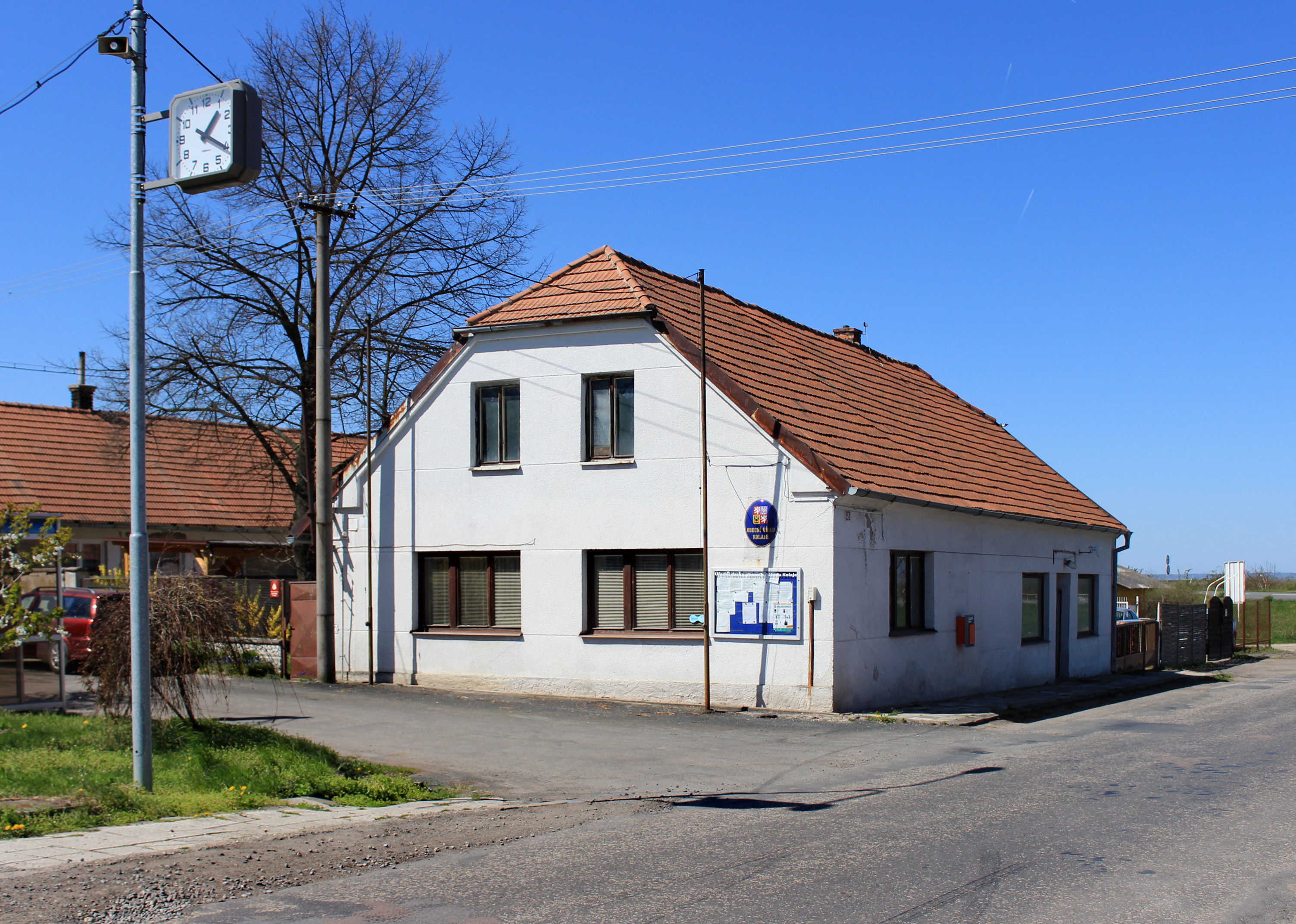
Obecní úřad
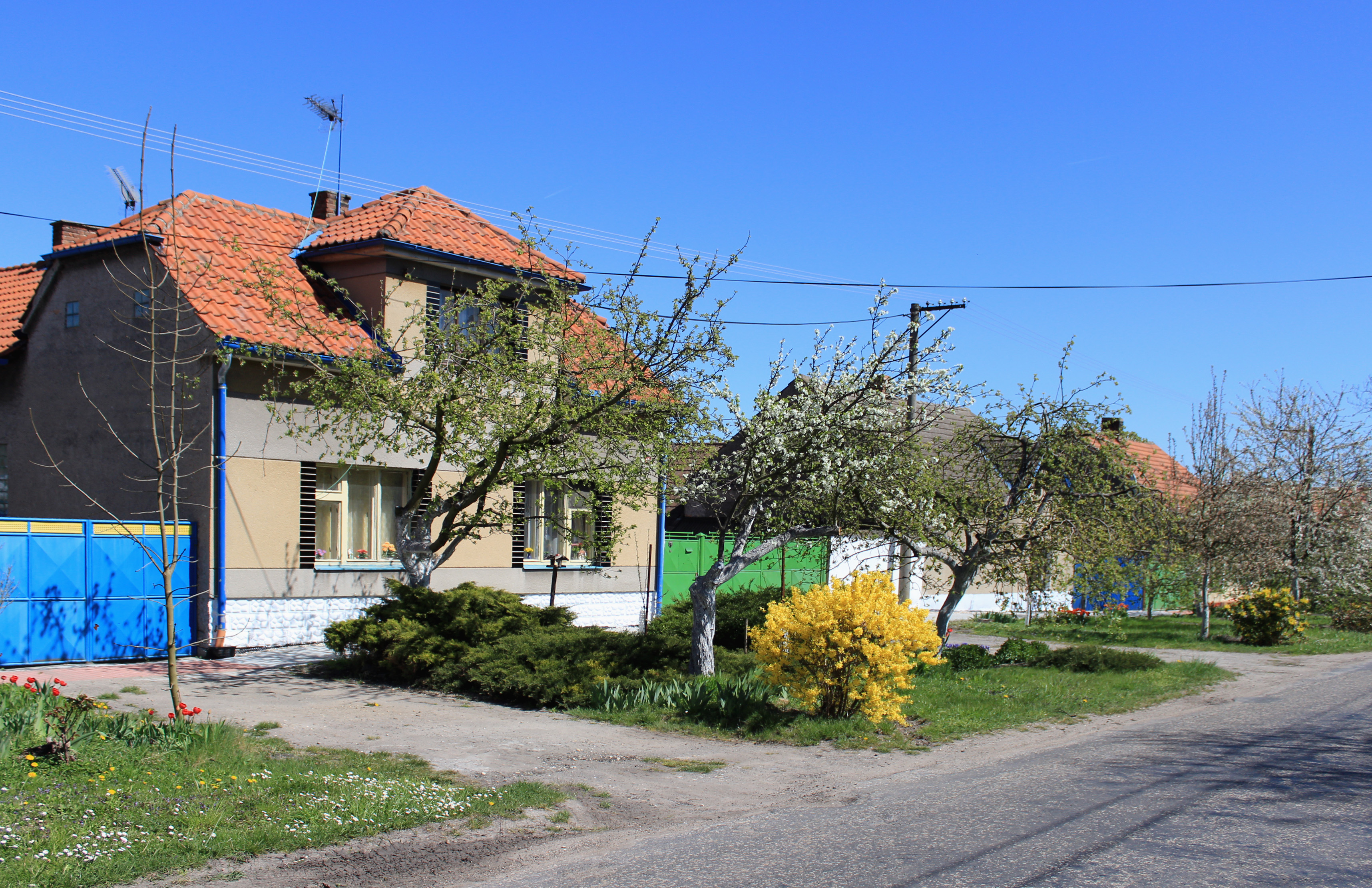
Východní část obce